# Ständige Vertretung der Bundesrepublik Deutschland bei den Vereinten Nationen in Rom

Die Ständige Vertretung der Bundesrepublik Deutschland bei den Vereinten Nationen in Rom ist die diplomatische Vertretung der Bundesrepublik Deutschland bei den VN-Organisationen in Rom.

## Lage und Gebäude

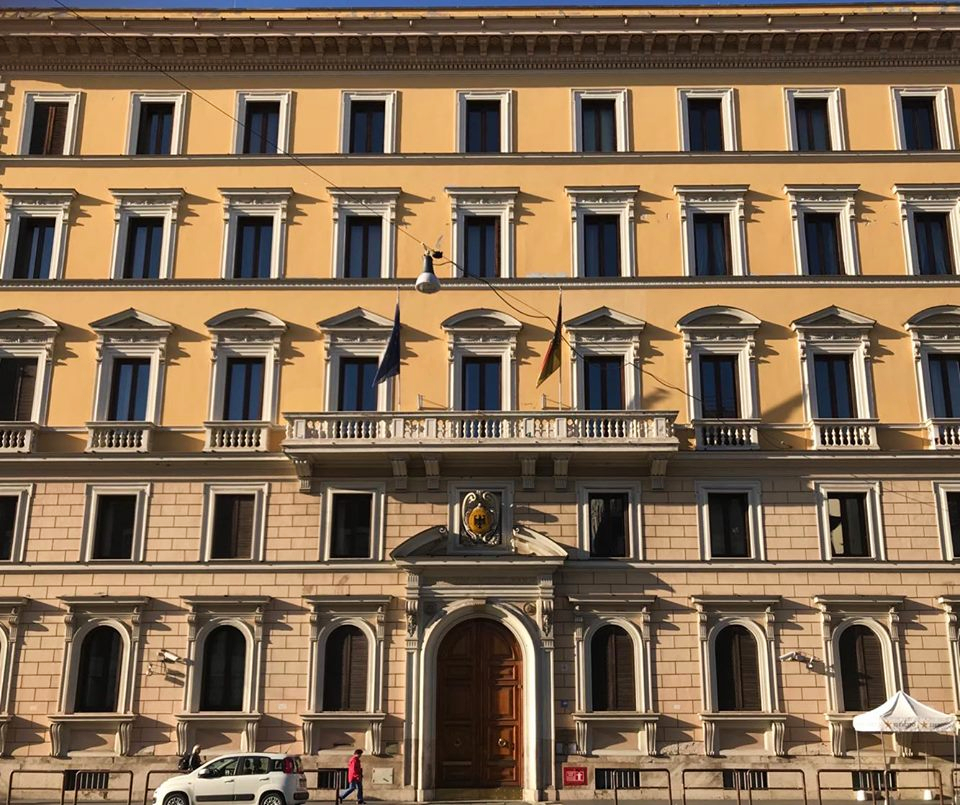
Deutsche Botschaft Rom (Kanzlei). Die Ständige Vertretung liegt im 1.
Obergeschoss.

Die Ständige Vertretung befindet sich in der Nähe des Bahnhofs Termini. Die Straßenadresse lautet: Via San Martino della Battaglia 4, 00185 Roma.
Die Kanzlei ist in dem Gebäude der bilateralen Vertretung in der Italienischen Republik mit untergebracht. 

## Auftrag und Organisation

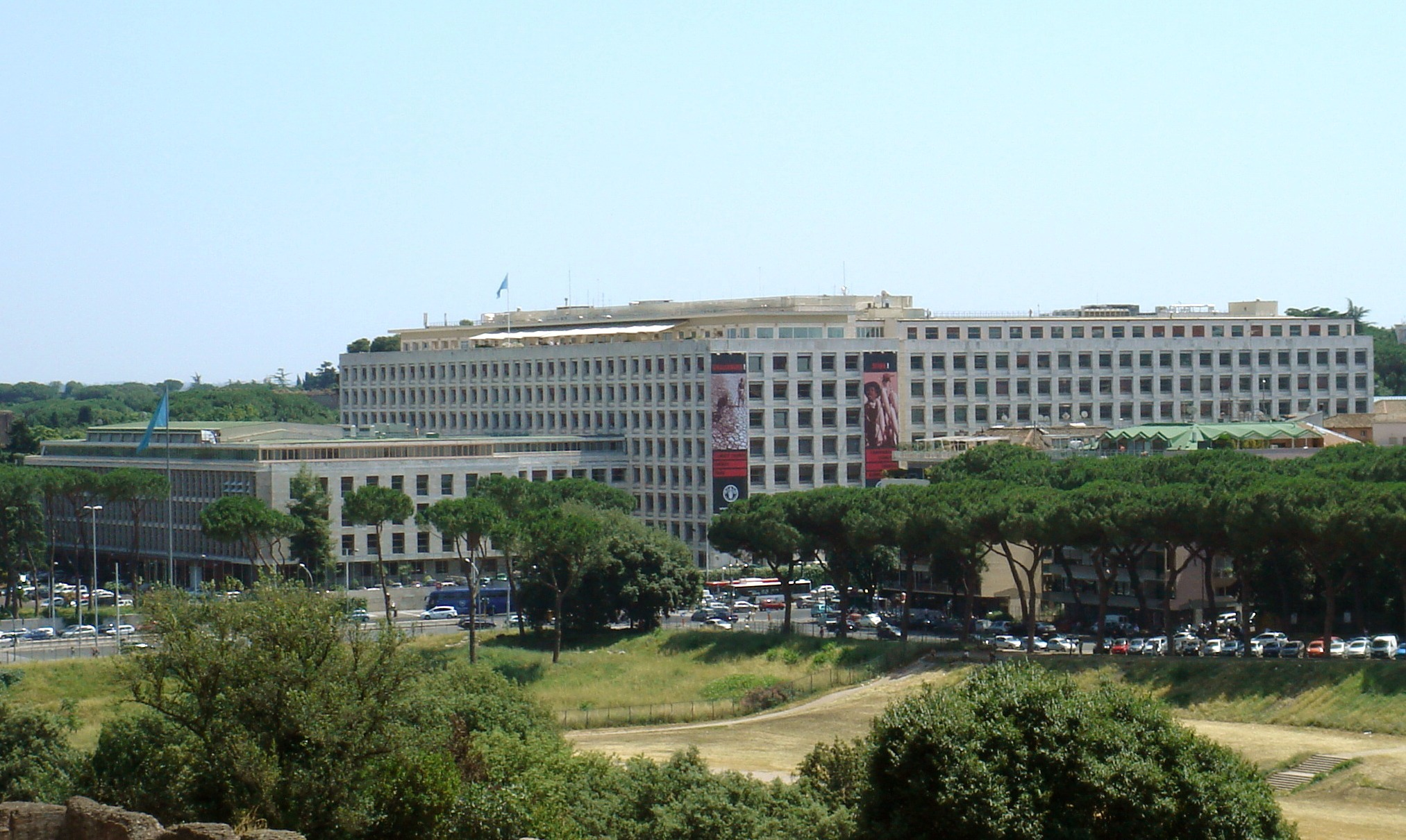
Gebäude der FAO in Rom, Via delle Terme di Caracalla

Die Ständige Vertretung vertritt die Bundesrepublik Deutschland bei der Ernährungs- und Landwirtschaftsorganisation der Vereinten Nationen (FAO), dem Welternährungsprogramm der Vereinten Nationen (WFP), dem Internationalen Fonds für landwirtschaftliche Entwicklung (IFAD) und dem Welternährungsausschuss der Vereinten Nationen (CFS).
Die Ständige Vertretung ist mit Sitz und Stimme in den Führungsgremien der VN-Institutionen vertreten und ist dort an der Steuerung der Arbeit dieser Einrichtungen beteiligt. Gleichzeitig vertritt sie die deutschen Interessen in den Gremien.
Es handelt sich um:
- die FAO-Konferenz, die alle zwei Jahre stattfindet,
- den FAO-Rat, der zwischen den Sitzungen der Konferenz die Steuerungs- und Kontrollfunktion über die Organisation ausübt,
- den Exekutivrat des WFP, in dem die Bundesrepublik Deutschland Mitglied ist,
- den IFAD Gouverneursrat, in den jeder Mitgliedsstaat einen Repräsentanten entsendet; der Gouverneursrat ist das höchste Beschlussorgan und tritt einmal im Jahr zusammen,
- das CFS-Plenum, das regelmäßig jährlich einmal stattfindet.

Innerhalb der Bundesregierung liegt die Zuständigkeit für die FAO bei dem Bundesministerium für Ernährung und Landwirtschaft  (BMEL), während für WFP und IFAD die Federführung beim Bundesministerium für wirtschaftliche Zusammenarbeit und Entwicklung (BMZ) liegt.
Die Leitung der Ständigen Vertretung liegt bei einem Beamten des Auswärtigen Amts. Der Leiter wird von vier Referenten und drei weiteren Mitarbeitern unterstützt. Die Referenten stammen aus dem BMEL und dem BMZ.

## Geschichte
Die Ständige Vertretung der Bundesrepublik Deutschland bei den VN-Organisationen in Rom wurde am 9. September 1991 eröffnet.